# Ferula tatarica
Ferula tatarica là một loài thực vật có hoa trong họ Hoa tán. Loài này được Fisch. ex Spreng. mô tả khoa học đầu tiên năm 1813.